# 말 콜룸 3세 막 돈카다
말 콜룸 3세 막 돈카다(중세 아일랜드어: Máel Coluim mac Donnchada; 스코틀랜드 게일어: Maol Chaluim mac Dhonnchaidh; 1093년 11월 13일 사망)은 1058년에서 1093년 사이에 스코틀랜드의 왕이었다. 별명은 대왕(중세 아일랜드어: ceann mòr, 영어: great chief). 돈카드 1세 막 크리난의 아들이다. 윌리엄 셰익스피어의 희곡 맥베스에 등장하는 던컨 왕의 아들 "맬컴"이 이 사람이다. 말 콜룸 3세는 35년이라는 긴 세월 동안 재위했다. 동생 돔날과 함께 스코틀랜드의 마지막 순수 게일인 군주로, 그 이후 스코틀랜드는 스코트노르만인 시대로 넘어간다.
말 콜룸 3세가 다스린 땅은 오늘날의 스코틀랜드 국경과 완전히 일치하지 않는다. 북부와 서부는 노르드인, 노르드게일인, 게일인들의 땅이었고 알바 왕국 국왕의 통치권이 미치는 범위는 말 콜룸 2세 시기부터 12세기까지 거의 변하지 않았다. 말 콜룸 3세는 남쪽의 잉글랜드 왕국과 빈번한 전쟁을 벌였는데, 잉글랜드의 제후국인 노섬브리아 백국을 노렸던 것으로 생각된다. 그러나 노력에도 불구하고 영토는 그다지 남쪽으로 확장되지 못했다. 말 콜룸의 주요 업적은 전쟁보다는 둔켈드 왕조의 실질적 창업자로서 스코틀랜드를 이후 오랫동안 다스리게 되는 혈통을 이었다는 것이다. 다만 그가 왕조 창건에서 주도한 역할은 그 아들인 다비드 1세를 비롯한 후손들에 의해 윤색된 바가 있다.
말 콜룸 3세의 두 번째 아내 마거릿은 잉글랜드 왕족 출신으로 스코틀랜드 왕실의 유일한 기독교 성인이다. 반면 말 콜룸 3세 본인은 파이프에 던펌린 수도원을 세운 것 정도를 제외하면 신앙심을 증명할 만한 일을 전혀 하지 않았다.
| 전임 룰라크 막 길레 코엠간 | 알바의 왕 1058년–1093년 | 후임 돔날 막 돈카다 |